# Nunatta Qitornai
Die Nunatta Qitornai (grönländisch für „Die Kinder unseres Landes“) ist eine politische Partei in Grönland.

## Geschichte
Die Nunatta Qitornai wurde Anfang Februar 2018 von Vittus Qujaukitsoq gegründet. Er war zuvor Mitglied der Siumut und hatte die Wahl zum Parteivorsitzenden im Juni 2017 gegen Kim Kielsen verloren. Anschließend trat er im September aus Protest aus der Partei aus, da sie ihm nicht genug in Richtung Unabhängigkeit strebte. Er benannte die Partei nach Augo Lynges Jugendbewegung, was für Entrüstung bei Augos Enkel Per Kunuk Lynge sorgte, der keine inhaltliche Übereinstimmung zwischen Augo Lynges und Vittus Qujaukitsoqs Zielen sah.
Die Partei erhielt prominenten Zulauf von der ehemaligen Premierministerin Aleqa Hammond. Auch sie war zuvor Mitglied der Siumut und zudem 2015 als Folketingsmitglied für die Siumut gewählt worden. Dadurch konnte die Nunatta Qitornai ab 2018 einen der beiden Sitze im Folketing besetzen. Die Partei kandidierte bei der Parlamentswahl 2018 und erhielt die wenigsten Stimmen aller sieben antretenden Parteien, aber dennoch einen Parlamentssitz. Anschließend ging sie eine Viererkoalition mit der Siumut, der Partii Naleraq und der Atassut ein. Nach einigen Monaten verließ die Partii Naleraq und dann die Atassut die Regierung, sodass seit Frühjahr 2019 nurmehr eine Minderheitsregierung aus Siumut und Nunatta Qitornai übrig blieb. Bei der Folketingswahl 2019 konnte Aleqa Hammond einen Achtungserfolg verbuchen und die Partei immerhin die viertmeisten Stimmen erreichen lassen, was aber bedeutete, dass ihr Folketingssitz wieder an die Siumut fiel.
Bei der Parlamentswahl 2021 verschlechterte sich die Nunatta Qitornai und schied nach drei Jahren wieder aus dem Parlament aus. Aleqa Hammond verließ die Partei daraufhin im Oktober 2020, womit die Partei eines ihrer markantesten Gesichter verlor. Im Januar 2022 gab Vittus Qujaukitsoq bekannt, die Partei trotz des Ausscheidens weiterführen und neue Unterstützerunterschriften für die nächste Wahl sammeln zu wollen. Nachdem er zum Direktor von KNAPK ernannt worden war, ließ er im Oktober 2022 verlauten, dass die Partei zwar weiterhin existieren solle, er den Vorstand aber möglicherweise an jemand anderes abgeben möchte. Bei der Folketingswahl 2022 trat die Partei nicht mehr an.

## Politische Ausrichtung
Politisches Ziel der Nunatta Qitornai ist allem voran die möglichst schnelle Durchsetzung der Unabhängigkeit von Dänemark. Daneben kritisierte die Partei die Kommunalreform von 2009 und möchte wieder zu 17 Gemeinden zurückkehren. Außerdem setzt sie sich für Maßnahmen zur Senkung der Lebenskosten ein.

## Parteivorsitzende
- seit 2018: Vittus Qujaukitsoq

## Wahlergebnisse

### Parlamentswahlen
| Wahl | Stimmen | Stimmenanteil | Sitze  | Platz | Folge                       |
| ---- | ------- | ------------- | ------ | ----- | --------------------------- |
| 2018 | 1.002   | 3,5 %         | 1 / 31 | 7     | Juniorpartner der Regierung |
| 2021 | 0639    | 2,4 %         | 0 / 31 | 6     | nicht vertreten             |

### Folketingswahlen
| Wahl | Stimmen | Stimmenanteil | Sitze | Platz | Abgeordneter    |
| ---- | ------- | ------------- | ----- | ----- | --------------- |
| 2019 | 1.616   | 7,8 %         | 0 / 2 | 4     | nicht vertreten |